# Archidiocèse d'Abidjan
L'archidiocèse métropolitain d'Abidjan (latin : Abidianen(sis)) est l'un des quatre archidiocèses de Côte d'Ivoire et le siège de la province ecclésiastique d'Abidjan. Les diocèses suffragants sont Agboville, Grand-Bassam et Yopougon.

## Histoire
La préfecture apostolique de la Côte d'Ivoire est fondée le 28 juin 1895 par démembrement de la préfecture apostolique de la Côte d'Or (Gold Coast, aujourd'hui Ghana). Elle est confiée aux missionnaires de la Société des missions africaines. Le 17 novembre 1911, elle est érigée en vicariat apostolique qui est renommé, le 9 avril 1940, en vicariat apostolique d'Abidjan /latin : Abidianen(sis). Le 14 septembre 1955, le vicariat est érigé en archidiocèse métropolitain d'Abidjan / latin : Abidianen(sis)

## Siège
Le siège de l'archidiocèse est la cathédrale Saint-Paul du Plateau à Abidjan.

## Diocèses suffragants
- Agboville
- Grand-Bassam
- Yopougon

## Source
- (en) Giga-Catholic Information
- (en) Catholic-hierarchy
- Site officiel

## Voir Aussi
- Liste des diocèses de Côte d'Ivoire